# Anlezy
Anlezy é uma comuna francesa na região administrativa de Borgonha-Franco-Condado, no departamento Nièvre. Estende-se por uma área de 20,94 km². Em 2010 a comuna tinha 249 habitantes (densidade: 11,9 hab./km²).